# Butiròmetre

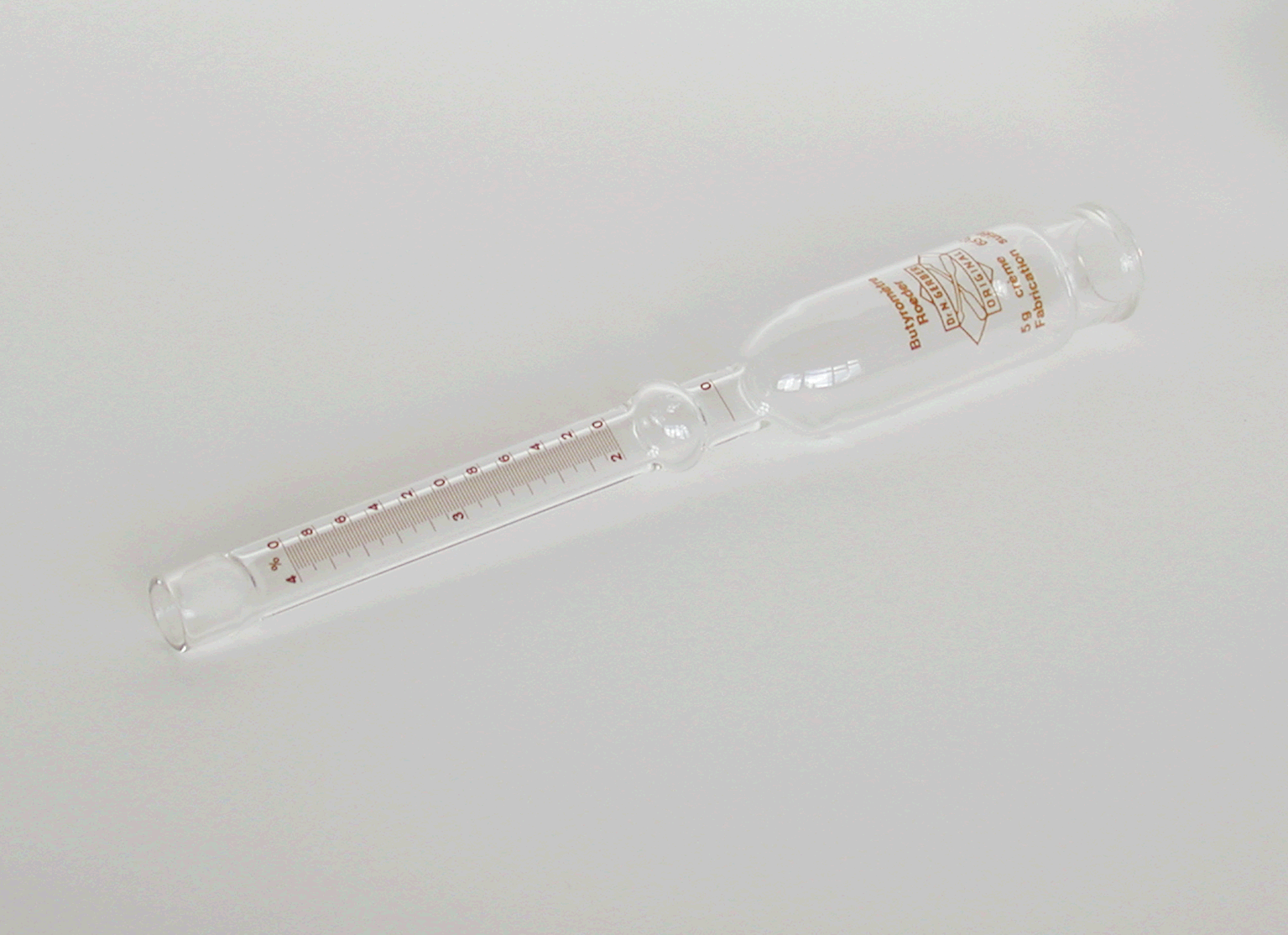
Butiròmetre

Un butiròmetre és un aparell de laboratori dissenyat per a determinar la riquesa en greix de la llet i els seus derivats.
El mot butiròmetre és un mot compost de la forma prefixada del mot grec boútyron, "mantega" i de la forma sufixada del mot grec métron, "mesura".
En el butiròmetre s'empra el mètode de Gerber, inventat el 1892 pel químic suís Niklaus Gerber. La llet és tractada amb àcid sulfúric concentrat, el qual la descompon en xerigot i greix; per centrifugació se separa el greix, la quantitat del qual és indicada directament en un tub graduat.